# Concordância de Strong
Strong's Exhaustive Concordance of the Bible, também conhecida como Concordância de Strong, é uma concordância baseada na Bíblia do Rei Tiago (ou Bíblia do Rei Jaime) elaborada sob a direção do professor de teologia no Drew Theological Seminary Dr. James Strong (1822–1894) e publicada pela primeira vez em 1890.
Trata-se de uma referência cruzada remetendo cada palavra presente na edição bíblica King James ao termo existente no texto na linguagem original.
O objetivo da Concordância de Strong é oferecer um índice de referência bíblico palavra por palavra, permitindo que o leitor possa localizar todas as ocorrências de um determinado termo na Bíblia. Desta forma, Strong oferece um modo de verificação de tradução independente e disponibiliza um recurso extra para uma melhor compreensão do texto.

## Conteúdo
Na Strong, cada palavra da linguagem original do texto bíblico recebeu um número conhecido como "número de Strong". Atrávés de uma listagem, o usuário pode localizar o significado do termo original associado ao número, bem como as outras ocorrências do mesmo termo ao longo do texto bíblico.
A concordância de Strong inclui:
- 8674 radicais hebraicos usados no Velho Testamento.
- 5624 radicais gregos usados no Novo Testamento.

Nem todos os termos possuem um número próprio, somente os radicais. Por exemplo, αγαπησεις recebe o mesmo número de αγαπατε – ambos listados sob o número Strong 25, para o termo grego αγαπαω.

## Referência
- Léxico Strong em português
- Strong, James. Léxico Hebraico, Aramaico e Grego de Strong. Sociedade Bíblica do Brasil, 2002.
- Versão eletrônica da Concordância de Strong
- Versão da Strong's em HTML